# Élection présidentielle en Égypte
L'élection présidentielle en Égypte est un scrutin permettant la désignation au suffrage universel du Président de la république arabe d'Égypte.

## Système électoral
Le président de la république arabe d'Égypte est élu au scrutin uninominal majoritaire à deux tours pour un mandat de six ans, renouvelable une seule fois de manière consécutive. Si aucun candidat ne recueille la majorité absolue des suffrages exprimés au premier tour, un second est convoqué entre les deux candidats arrivés en tête au premier. Celui des deux recueillant le plus de suffrages l'emporte.
L'élection doit être organisée au moins 120 jours avant la fin du mandat du président sortant.

## Conditions de candidature
Les candidats à la présidence doivent être âgés d'au moins quarante ans au jour du dépôt de leur candidature, posséder la nationalité égyptienne et être nés de parents eux-mêmes égyptiens. Ni les candidats, ni leurs conjoints, ni leurs parents ne doivent posséder ou avoir possédé d'autre nationalité. Ils doivent également être en pleine possession de leurs droits civiques et avoir effectué leur service militaire ou en avoir été exemptés dans les conditions définies par la loi.
Les candidatures à la présidence ne sont valides qu'avec les signatures de soutien d'au moins vingt membres de la Chambre des représentants, ou d'un minimum de 25 000 inscrits sur les listes électorales, à raison d'au moins 1 000 signatures dans au moins 15 des 27 Gouvernorats. Dans les deux cas, une même personne ne peut soutenir qu'un seul candidat à la fois.
S'il est membre d'un parti politique, le candidat élu doit le quitter avant sa prestation de serment, la constitution imposant au président de la république de ne pas avoir d'affiliation partisane.

## Historique
De l'instauration de la république en 1953 à la réforme constitutionnelle de 2005, le président était dans un premier temps élu au suffrage indirect par au moins deux tiers des membres de l'Assemblée du peuple pour un mandat de six ans, renouvelable indéfiniment. Ensuite, les électeurs étaient appelés à valider cette désignation lors d'un référendum. En 1971, le mandat passe à cinq ans, renouvelable une fois, avant de revenir en 1980 à six ans, sans limite du nombre de mandats.
À partir de 2005, le président est élu au suffrage universel direct. Après le référendum constitutionnel de 2011, le mandat passe à quatre ans, renouvelable une fois consécutivement, avant de revenir à six ans en 2019, du fait du référendum constitutionnel approuvé cette année-là.